# Національне шосе 9 (Естонія)
Національне шосе 9 (також відоме як шосе Еесмяе-Хаапсалу-Рогукюла) — починається від Еесмяе на розв'язці Еесмяе на T4. Шосе закінчується в порту Рогукюла.

## Маршрут
Загальна протяжність дороги 80,7 км.

## Дивись також
- Транспорт Естонії